# 西久保弘光

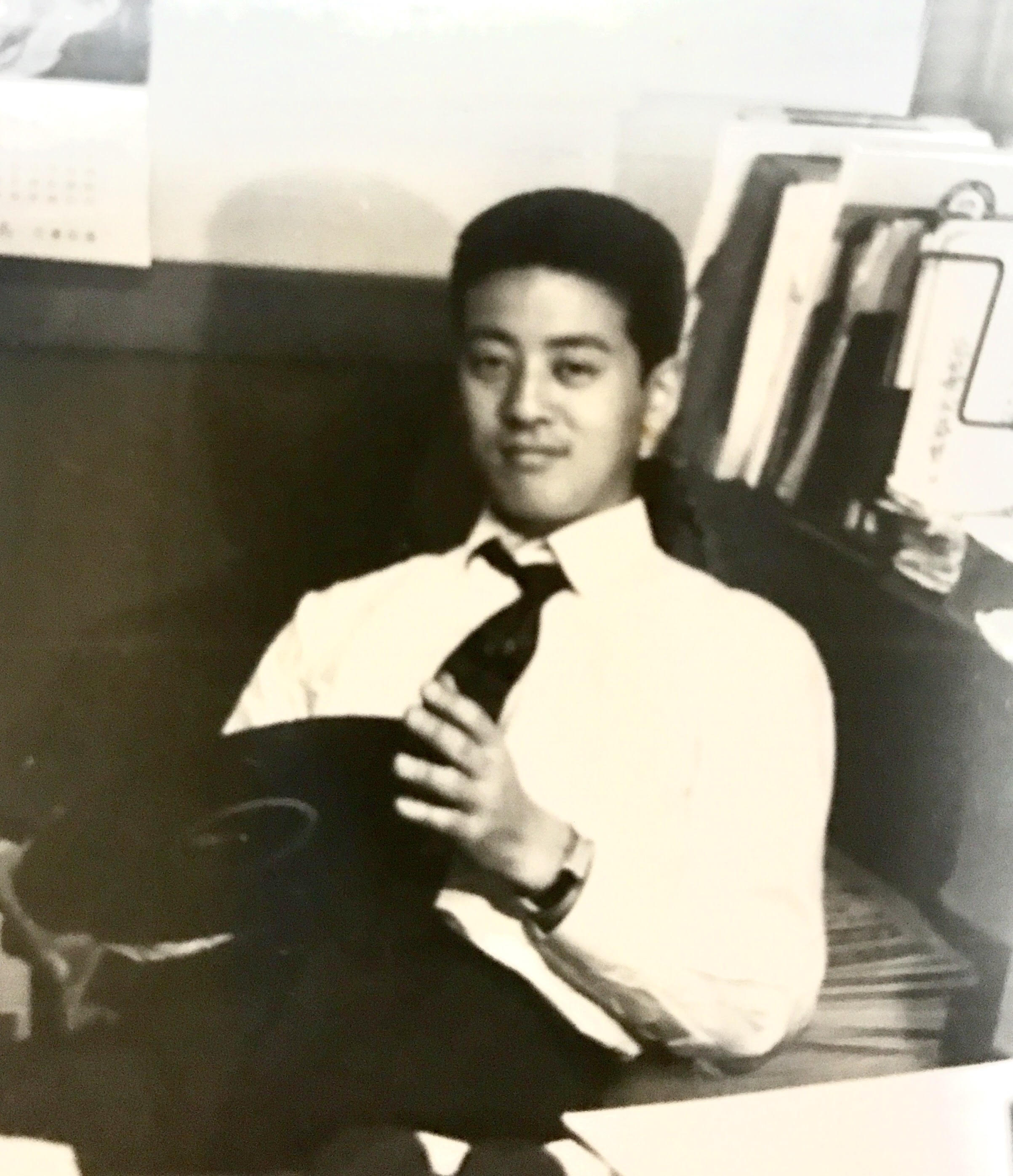
西久保弘光（1955年頃）

西久保 弘光（にしくぼ ひろみつ、1935年12月12日 - 2019年11月12日）は、CMディレクター、CMプランナー。

## 来歴・人物
1935年に上海市で生まれ。1945年の敗戦後に兵庫県姫路市へ引き揚げ、その後、神戸市灘区で育つ。神戸市立鷹匠中学校時代に親友であるギャラリスト西岡務と、藤本弘（藤子・F・不二雄）、楳図かずお、水谷武子らとともに漫画サークル「改漫クラブ」の設立に参加。
兵庫県立神戸高等学校卒業後、阪急百貨店、大阪コマーシャルフィルムを経て、中学時代からの親友である西岡務の紹介によりフォルム画廊（大阪市）へ就職。交通事故により片目を失明し退職。その後梁瀬次郎が立ち上げた日本テレビジョン株式会社（後のTCJ）に就職し、テレビCMディレクター、プランナーとして活動。全日本シーエム放送連盟（ACC）賞の第7回銀賞および1967年カンヌ国際映画祭のCM部門で入賞したクラレ「クラリーノ」のテレビCMなど、数多くのテレビCM制作に携わる。1985年8月の日本航空123便墜落事故により多くの仕事仲間を亡くし独立。西久保CM工房を大阪市北区に立ち上げる。中島らもの著書『訊く』（1999年）では、「広告の達人」として1章を割いて紹介されている。